# Moraea hexaglottis
Moraea hexaglottis là một loài thực vật thuộc họ Iridaceae. Đây là loài đặc hữu của Namibia. Môi trường sống tự nhiên của chúng là vùng cây bụi khô khu vực nhiệt đới hoặc cận nhiệt đới.